# Puszczew
Puszczew (deutsch Heilmannswalde) ist eine Ortschaft mit einem Schulzenamt der Landgemeinde Wręczyca Wielka im Powiat Kłobucki der Woiwodschaft Schlesien in Polen.

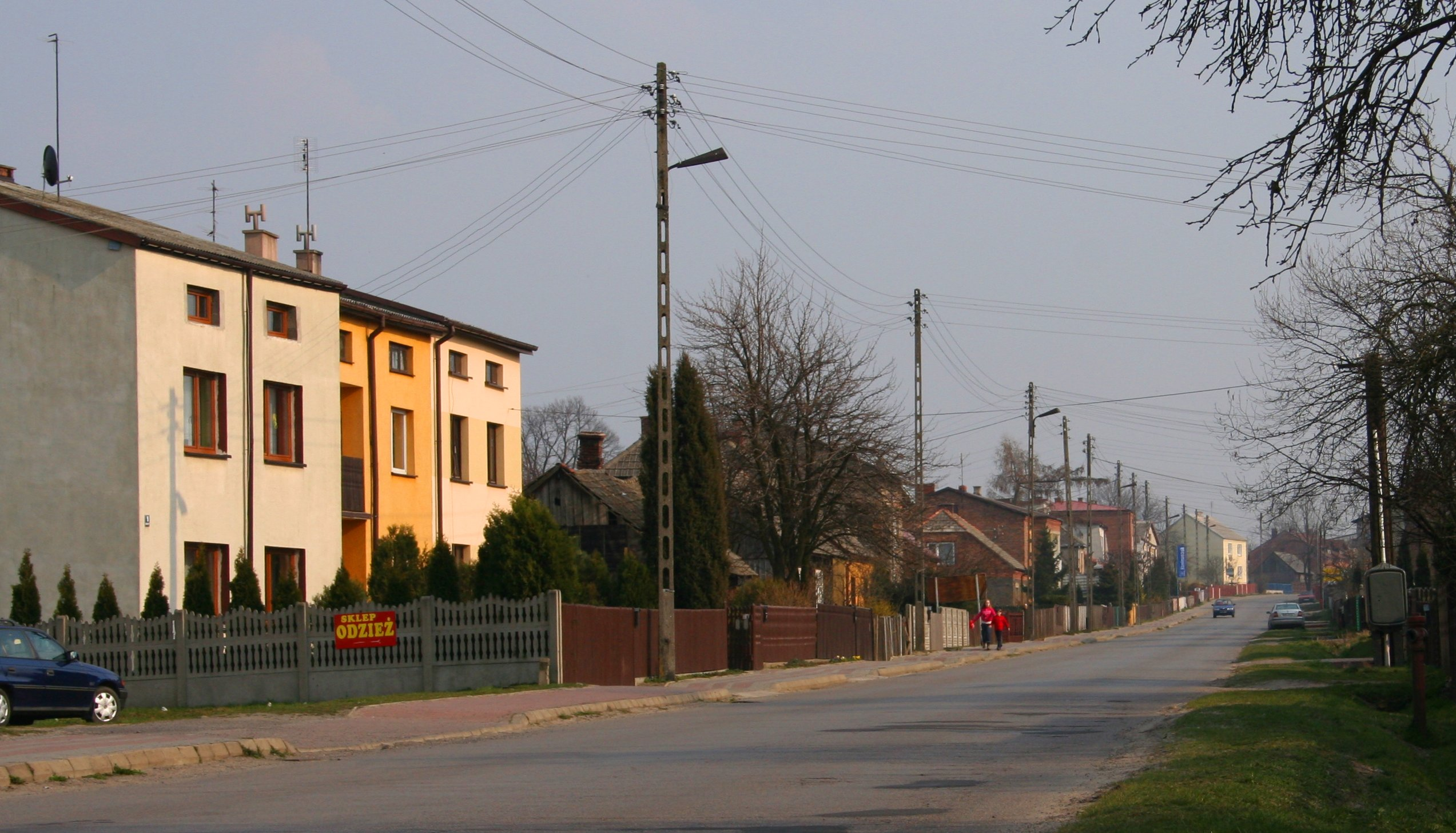
Straße in Puszczew

## Geschichte
Das Dorf wurde im frühen 19. Jahrhundert unter dem Namen Heilmannswalde, in den Gütern der Stadt Krzepice zusammen mit der Kolonie Kuhlhausen/Węglowice unmittelbar im Nordwesten, durch konfessionell-gemischte deutsche Kolonisten gegründet, als das Gebiet nach der zweiten Teilung Polens von 1793 bis 1807 zu Südpreußen gehörte. 1807 kam Heilmannswalde ins Herzogtum Warschau und 1815 ins neu entstandene russisch beherrschte Kongresspolen. Danach wurden sie zu Puszczew und Węglowice umbenannt. Der Name ist vom Appellativ puszcza (Wildnis) mit dem Suffix -ew (unter dem Einfluss der russischen Amtssprache, früher auch westslawisch -ów) abgeleitet. 1827 gab es in Puszczew 30 Häuser mit 208 Einwohnern.
Zunächst gehörten die Protestanten zur Gemeinde in Wieluń, 1846 entstand in Czarny Las eine evangelisch-augsburgische Filialgemeinde. 1854 wurde der Sitz nach Tschenstochau verlegt.
Nach dem Ende des Ersten Weltkriegs kam Puszczew zu Polen und gehörte zu der Gemeinde Węglowice im Powiat Częstochowski in der Woiwodschaft Kielce (1919–1939). 1921 deklarierten sich alle 250 Bewohner als polnischer Nationalität, außer Römisch-Katholiken gab es 10 Lutheranern und 5 Juden. Unterbrochen wurde dies nur durch die Besetzung Polens durch die Wehrmacht im Zweiten Weltkrieg. Es gehörte dann zum Landkreis Blachstädt im Regierungsbezirk Kattowitz in der Provinz Schlesien (seit 1941 Provinz Oberschlesien).
1950 kam es an die Woiwodschaft Katowice. Von 1975 bis 1998 gehörte Puszczew zur Woiwodschaft Częstochowa.